# Fulbert-Stollen
Koordinaten: 50° 24′ 3,4″ N, 7° 16′ 0″ O

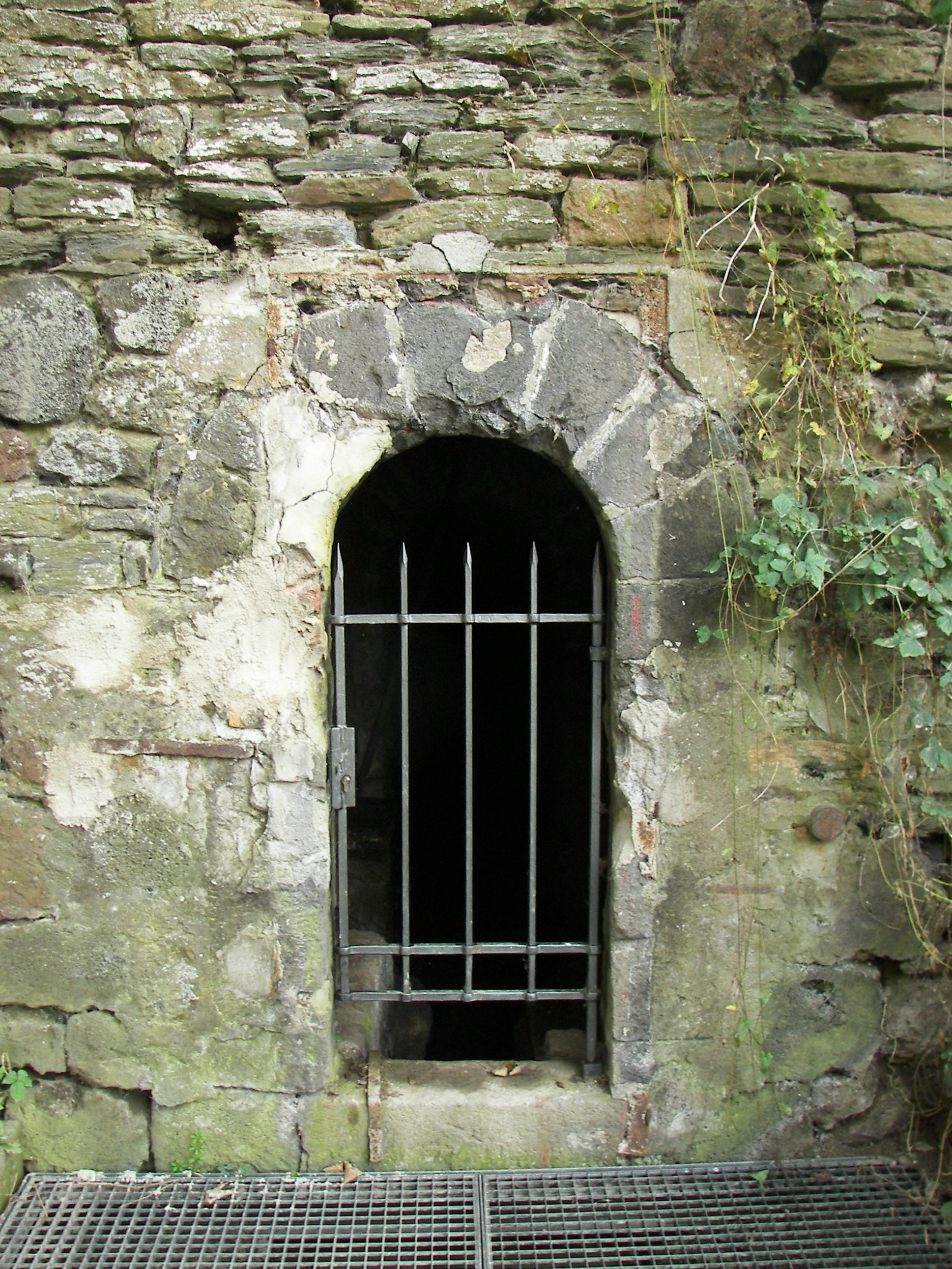
Mundloch des Deliusstollens

Der Fulbert-Stollen ist ein mittelalterlicher Wasserlösungsstollen am Laacher See. Er wurde aufgefahren, um den Wasserspiegel zu stabilisieren und Land am Seeufer zu gewinnen.
Der Swisttaler Geodät und Archäologe Klaus Grewe nimmt an, dass eine dendrochronologisch nachgewiesene Dürrezeit in den Jahren ab 1164 die Voraussetzung für den Stollenbau war. Grewe benannte den Stollen deshalb nach Abt Fulbert von Laach (1152 bis 1177). Nach Grewe sollte der Stollen die im Bau befindliche Abtei Maria Laach vor Hochwasser schützen. Neuere Quellen nehmen eine Entstehung bereits während der Römerherrschaft an.

## Beschreibung
Der Laacher See liegt in der Caldera des Laacher Vulkans und hat keinen natürlichen Abfluss. Den Wasserstand bestimmte neben dem Grundwasserspiegel wesentlich die Niederschlagsmenge, sodass die Höhe des Wasserspiegels schwankte. Mit dem Stollen als Überlauf wurde ein Höchstwasserstand festgelegt.
Der 880 m lange, rund 3 m hohe und mindestens 1,30 m breite Stollengang führt vom Laacher See durch den umgebenden Kraterring nach Süden. Über den Laachgraben fließt das Wasser in den bis heute genutzten Laacher Mühlteich bei Mendig.
Der Stollen wurde in der sogenannten Kanatbauweise vorgetrieben, d. h. auf der abgesteckten Achse des Stollens wurden zunächst etwa 30 senkrechte Lichtlöcher bis zur vorgesehenen Sohle abgeteuft, von denen aus dann der Vortrieb jeweils in beide Richtungen erfolgte. Diese Technik war schon den Römern nachweislich bekannt.

## Geschichte
Der Stollen verbrach Mitte des 13. Jahrhunderts und wurde unter Abt Dietrich II. von Lehmen wieder aufgewältigt, wie aus erhaltenen Rechnungen bekannt ist.
Nach der Säkularisation des Klosters 1802 verfiel der Stollen. Zwischen 1840 und 1845 ließen die Familien Delius und von Ammon, die damaligen Eigentümer des Klosterguts und des Sees, parallel einen etwa 5 m tiefer liegenden und 1060 m langen Stollen (Delius-Stollen) treiben, wobei der Fulbert-Stollen zum Teil mit dem Haufwerk versetzt wurde. Die Fläche des Sees nahm durch die Absenkung des Wasserspiegels um 48 Hektar ab, wodurch in gleicher Größe Land gewonnen wurde.
Vom Fulbert-Stollen ist heute über Tage nichts mehr zu sehen. Das Mundloch lag südlich des heutigen Deliusstollenmundlochs in der Obstplantage. Über den Deliusstollen ist der alte Fulbert-Stollen noch zu kleinen Teilen begehbar.

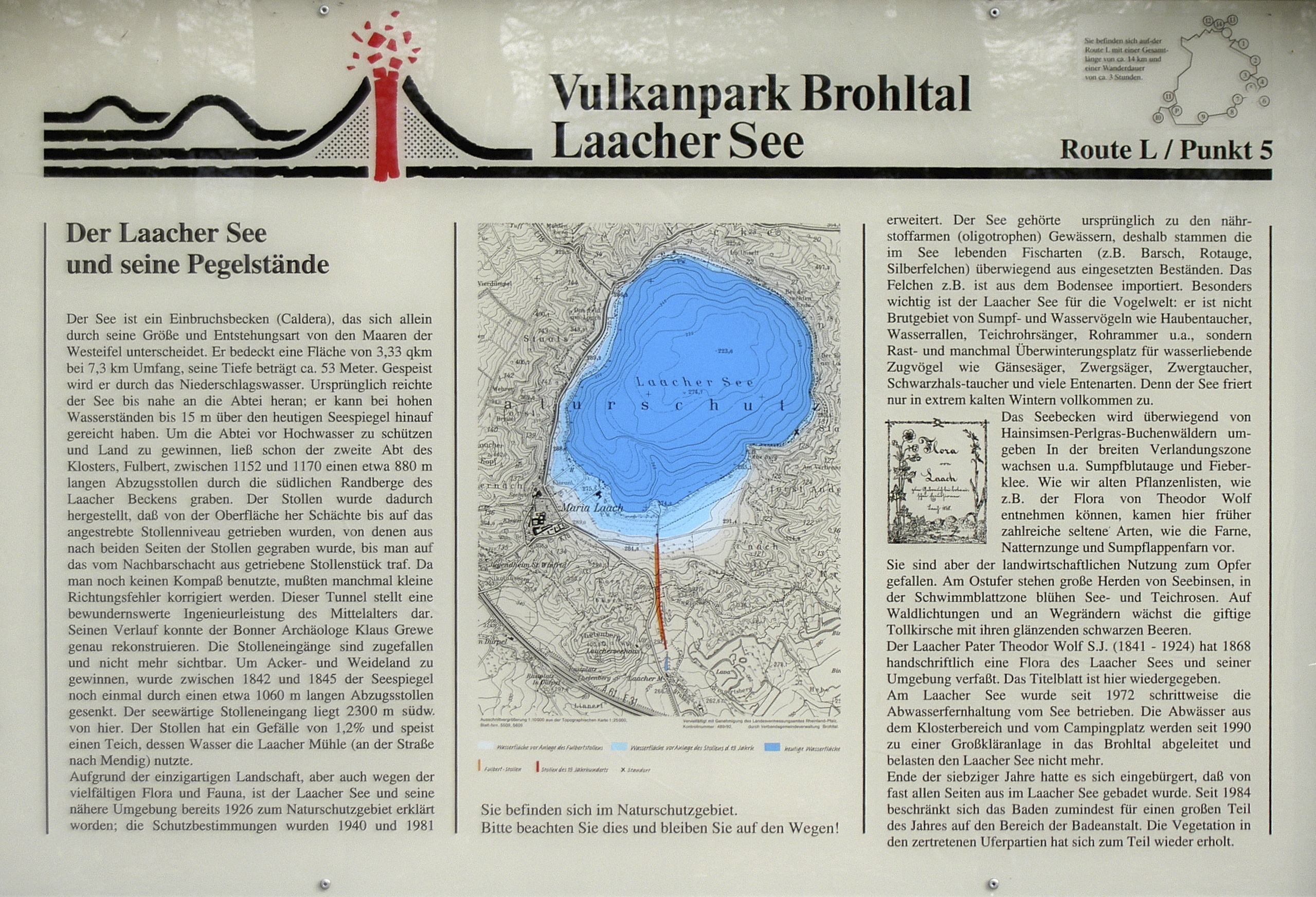
Schautafel am Stollen, Laacher See
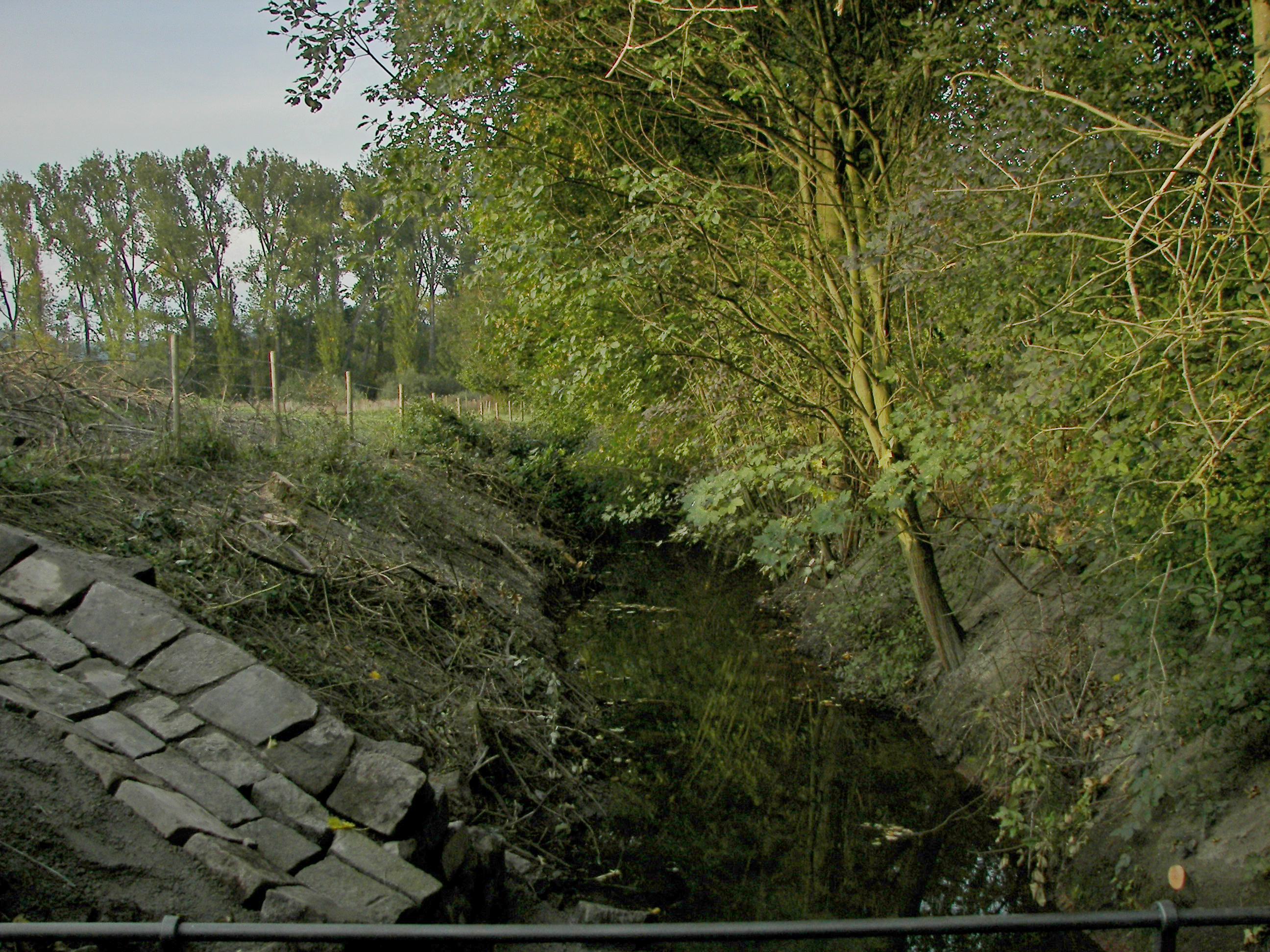
Graben vom Laacher See zum Stollen